# Sunfuji
Sunfuji (kinesiska: 孙福集, 孙福集乡) är en socken i Kina. Den ligger i provinsen Henan, i den centrala delen av landet, omkring 170 kilometer öster om provinshuvudstaden Zhengzhou. Antalet invånare är 42 069. Befolkningen består av 20 628 kvinnor och 21 441 män. Barn under 15 år utgör 20,0 %, vuxna 15-64 år 72 %, och äldre över 65 år 7,0 %.
Genomsnittlig årsnederbörd är 778 millimeter. Den regnigaste månaden är juli, med i genomsnitt 192 mm nederbörd, och den torraste är januari, med 6 mm nederbörd.